# 宫原美穗
宫原美穗（日语：／ Miyahara Miho，1996年9月3日—），日本女子空手道运动员，2017年世界运动会女子50公斤级银牌得主、2018年亚洲运动会女子50公斤级铜牌得主、2022年世界运动会女子50公斤级铜牌得主。